# Ócsárd
Ócsárd là một thị trấn thuộc hạt Baranya, Hungary. Thị trấn này có diện tích 12,66 km², dân số năm 2010 là 406 người, mật độ 32 người/km².